# 小狂蛛
小狂蛛（学名：Zelotes exiguus）为平腹蛛科狂蛛属的动物。分布于古北区以及中国大陆的新疆等地，常见于草丛的石隙间。其生存的海拔范围为1400至1100米。